# Trachyrincus
Trachyrincus è un genere di pesci ossei abissali appartenente alla famiglia Macrouridae.

## Distribuzione e habitat
I membri del genere si incontrano Nell'Oceano Atlantico e nell'Oceano Pacifico nonché nel mar Mediterraneo dove vive la specie Trachyrincus scabrus.

## Specie
- Trachyrincus aphyodes
- Trachyrincus helolepis
- Trachyrincus longirostris
- Trachyrincus murrayi
- Trachyrincus scabrus
- Trachyrincus villegai[1]